# Rüstungsrat der Bundeswehr
Der Rüstungsrat war ein hohes ministerielles Gremium bei der Bundeswehr. Unter dem Vorsitz des Generalinspekteurs der Bundeswehr wurden in ihm die bereichsübergreifenden Aktivitäten zur Sicherstellung der materiellen Zukunftsfähigkeit der Bundeswehr koordiniert. Neben dem Militärischen Führungsrat und dem Einsatzrat war er einer von drei Gremien, auf die sich der Generalinspekteur der Bundeswehr zur Erfüllung seiner Aufgaben gestützt hat, wobei er die Verantwortung für die Entscheidungen trug.
Der Rüstungsrat wurde 2005 im Rahmen der Transformation der Bundeswehr vom damaligen Verteidigungsminister Peter Struck durch den Berliner Erlass geschaffen. Mit Wirkung vom 1. April 2012 wurde der Rüstungsrat durch den Dresdner Erlass des Verteidigungsministers Thomas de Maizière aufgehoben.